# Moldauische Badminton-Föderation
Die Moldauische Badminton-Föderation ist die oberste nationale administrative Organisation in der Sportart Badminton in der Republik Moldau. Der Verband wurde 1992 gegründet.

## Geschichte
Bald nach seiner Gründung wurde der Verband Mitglied in der Badminton World Federation, damals als International Badminton Federation bekannt. 1992 trat man in den kontinentalen Dachverband Badminton Europe, zu der Zeit noch als European Badminton Union firmierend, ein. 1995 starteten die nationalen Titelkämpfe.

## Bedeutende Veranstaltungen, Turniere und Ligen
- Moldauische Meisterschaft
- Juniorenmeisterschaft

## Bedeutende Persönlichkeiten
- Boris Muravskii – Präsident